# Call of Duty: Infinite Warfare
Call of Duty: Infinite Warfare là một trò chơi video bắn súng góc nhìn thứ nhất ra mắt vào năm 2016 được Infinity Ward phát triển và phát hành bởi Activision. Đây là phần thứ 13 trong loạt trò chơi Call of Duty và được phát hành trên toàn cầu cho các hệ máy Microsoft Windows, PlayStation 4 và Xbox One vào ngày 4 tháng 11 năm 2016.
Công đoạn phát triển của Infinite Warfare bắt đầu vào năm 2014. Đây là tựa game đầu tiên của Infinity Ward đi theo chu kỳ phát triển ba năm cho loạt game Call of Duty. Phần chơi đơn của game tập trung vào một trận chiến giành Hệ Mặt Trời, mà Mặt trận phòng thủ giải quyết (SDF), một thế lực thù địch là những kẻ phản diện chính của tựa game, đang cố gắng chiếm lấy. Người chơi điều khiển Trung úy Nick Reyes của lực lượng Recon Air Combat Recon (SCAR). Họ có máy bay chiến đấu biến hình của riêng mình, được đặt tên là "Jackal", mà họ có thể tùy chỉnh cũng như một tàu trung tâm có tên là Retribution.
Đoạn trailer của Infinite Warfare nhận về những phản ứng tiêu cực mạnh mẽ từ người xem. Đó là video nhận được lượng dislikes (không thích) nhiều thứ 2 trên YouTube vào thời điểm đó. Các nhà bình luận cho rằng đây là một chiến dịch tẩy chay của cả người hâm mộ trò chơi đối thủ Battlefield 1 lẫn người hâm mộ của dòng game Call of Duty, nhằm bày tỏ sự thất vọng về hướng đi mà loạt game đã và đang thực hiện.
Tuy nhiên, game đã nhận được nhiều đánh giá tích cực khi phát hành. Các nhà phê bình đã đánh giá cao phần chơi chiến dịch, và được coi là một sự cải tiến đáng kể so với phần game Black Ops III, với cách tiếp cận tự do của người chơi trong các nhiệm vụ, cùng chế độ Zombies và phần hình ảnh, thiết kế, trong khi chế độ nhiều người chơi (multiplayer) bị chỉ trích vì thiếu đi sự sáng tạo.
Trò chơi đã được bầu chọn là game bắn súng hay nhất tại E3 và được giành được nhiều đề cử bởi một số giải thưởng. Infinite Warfare có doanh số kém hơn so với các tựa game Call of Duty trước đây, mặc dù Infinite Warfare là trò chơi bán chạy nhất ở Mỹ vào tháng 11 năm 2016.
Các phiên bản đặc biệt của trò chơi Infinite Warfare đã được phát hành đi kèm phiên bản làm lại của Call of Duty 4: Modern Warfare, mang tên Call of Duty 4: Modern Warfare Remastered.

## Bối cảnh

Trong môi trường không trọng lực, người chơi có thể sử dụng móc kéo để di chuyển.

Infinite Warfare thiết lập trong một tương lai rất rất xa so với bất cứ 1 phiên bản nào từng tồn tại trước đó. Sự bùng nổ dân số, sự mở rộng của các ngành công nghiệp đã khiến những nguồn tài nguyên quý giá trên Trái Đất bị khai thác tới cùng kiệt. Loài người có nguy cơ diệt vong nếu như không tìm được 1 phương án khác thay thế cho sự mất mát không thể bù đắp này. Tuy nhiên, cũng nhờ sự phát triển như vũ bão của công nghệ, loài người đã bắt đầu chế tạo ra những con tàu vũ trụ đầu tiên sử dụng một dạng năng lượng mạnh hơn rất nhiều phản ứng hợp hạch, có khả năng đi tới những vùng đất xa xôi ngoài vũ trụ để tìm kiếm những nguồn khoáng sản mới.
Sự việc trên giống như 1 "Cơn khát vàng" đã từng diễn ra tại Mỹ vào thế kỉ 18, 19 và nhiều nơi khác trên thế giới.
Điều này thúc đẩy các công ty tư nhân và con người tự trang bị những phi thuyền riêng, đặt chân ra ngoài không gian và mở rộng khả năng tìm kiếm xung quanh hệ mặt trời, buôn bán, trao đổi và làm giàu.
Sự bùng nổ của "Cơn khát vàng" này kéo theo việc các quốc gia trên Trái Đất phải chung tay xây dựng lên United Nation Space Alliance (UNSA) hay Liên Hiệp Không Gian, một tổ chức chính trị có tiền thân là Liên Hợp Quốc, nhằm quản lý toàn bộ các giao dịch thương mại, du hành, khai hoang đất đai và toàn bộ những nỗ lực nhằm thực dân hóa (Định cư lâu dài cả về mặt chính trị lẫn kinh tế) 1 vùng đất trong hệ Mặt Trời.
Theo luật chung, mọi cư dân trên Trái Đất đều có quyền khai hoang những nơi có tài nguyên trong hệ Mặt Trời. Nhưng giá trị thương mại của những vùng này lớn tới mức, nó cũng kích thích lòng tham không đáy của rất nhiều người. Nhiều cuộc chiến nhỏ đã nổ ra nhằm dành quyền khai khác các mỏ nguyên liệu quý và có thể dẫn tới những cuộc bạo loạn không thể kiểm soát. Do đó, UNSA đã thành lập ra một tổ chức quân sự riêng là Solar Associated Treaty Organization (SATO) hay Tổ chức Hiệp ước vành đai Mặt trời nhằm bảo vệ chính mình và cư dân Trái Đất khỏi các mối nguy hại tới từ sự bùng nổ không thể kiểm soát của các thế lực khác từ nhiều thuộc địa.
Không ngoài dự đoán, Settlement Defense Front (SDF) – Mặt trận Phòng thủ Thuộc địa sinh ra như một sự tất yếu của quy luật đối nghịch. SDF có một tư tưởng mạnh mẽ về việc sẽ li khai khỏi UNSA để tự phát triển 1 tổ chức riêng biệt nằm ngoài sự kiểm soát của bất cứ yếu tố gì từ Trái Đất. Sở chỉ huy của SDF đặt tại sao Hỏa gồm cả những người đến từ Trái Đất và sinh ra tại sao Hỏa.
SDF và UNSA đã mâu thuẫn với nhau trước các sự kiện bắt đầu Infinite Warfare. Mối quan hệ này thực sự xấu đi nghiêm trọng và hơn bao giờ hết khi SDF đã thể hiện rõ ý đồ đánh bật UNSA khỏi Trái Đất, đẩy cuộc chiến tới bờ vực chiến tranh bằng việc gây chiến ở Europa, một vệ tinh của sao Mộc. Nhưng đây không chỉ là một sự khiêu khích, bằng việc cài người vào SATO, SDF bất ngờ tấn công tổ chức này tại Geneva trong tuần lễ vinh danh các hạm đội bay của SATO khiến cho lực lượng này bị tổn thất nghiêm trọng. Cuộc chiến không khoan nhưỡng giữa 2 thế lực bắt đầu từ đây.

## Hệ thống nhân vật

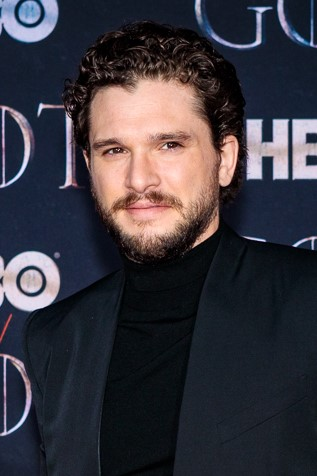
Kit Harington thủ vai nhân vật phản diện chính của game, đô đốc Salen Kotch.

Game thủ sẽ vào vai Nick Reyes (Brian Bloom thủ vai), thuyền trưởng của chiến hạm bay Retribution, từng là phi công Tier-1 của Special Combat Air Recon (SCAR) – Lực lượng không chiến đặc biệt thuộc SATO.
Reyes sẽ có nhiệm vụ đẩy lui cuộc tấn công của SDF vào Trái Đất, đồng thời truy quét toàn bộ lực lượng của chúng trên khắp các hành tinh thuộc HMT bằng cách sử dụng các phản lực cơ không gian được gọi là Jackal.

#### Nora Salter và E3N "Ethan"
Hỗ trợ cho Reyes gồm rất nhiều nhân vật khác gồm: Đô đốc Raines (John Marshall Jones), binh nhì Kashima (Eric Ladin), Trung úy Nora Salter (Jamie Gray Hyder), Trung sĩ thủy quân lục chiến SATO Omar (David Harewood), hạ sĩ Brooks (Jason Barry) và E3N "Ethan" – Robot Metal 1 được giới thiệu là trợ lý của Raines (Jeffrey Nordling).

#### Salen Kotch
Đối mặt với Reyes và đội của anh, phía bên kia chiến tuyến là chỉ huy của chiến hạm Olympus Mons, lãnh đạo của SDF, chuẩn đô đốc Salen Kotch (Kit Harington – Jon Snow của Game of Thrones thủ vai).
Conor McGregor – võ sĩ UFC có một vai Cameo trong hàng ngũ SDF là chỉ huy Bradley Fillion. Trong khi đó, tay đua công thức 1 Lewis Hamilton cũng xuất hiện dưới vai trò là sĩ quan kĩ thuật điện, Carl Hamilton trên chiến hạm Retribution.
Infinite Warfare cũng đưa một vị tướng người Việt có tên Khoa Le vào vai tướng lĩnh của SDF nhưng không hiện rõ mặt mà chỉ được biết qua tên phi thuyền và trên bảng Most Wanted của chiến hạm Retribution.

## Cốt truyện
Infinite Warfare bắt đầu khi UNSA nhận được tin tình báo về một cơ sở nghiên cứu vũ khí của họ tại Europa có thể bị SDF tấn công. Lo sợ trước việc có thể mất một trong những nguyên mẫu vũ khí vô cùng quan trọng trong cuộc chiến với SDF, UNSA cử 1 đội gồm 4 người tới đây nhằm thu hồi lại vũ khí trước khi cơ sở tự hủy. Nhiệm vụ sau đó thất bại, cơ sở này bị phá hủy, nguyên mẫu mất về tay SDF và cả 3 người lính tham chiến, 1 phi công bị giết chết. Lỗi nghiêm trọng thuộc về UNSA khi không lường trước được lực lượng SDF triển khai ở đây. Nhiệm vụ đầu tiên cũng cho người chơi nhìn thấy bộ mặt của chỉ huy SDF, Đô đốc Kotch.
Hình ảnh cuối cùng được ghi lại trên mũ của Wolf, một trong những binh sĩ thiệt mạng trên Europa được truyền về sở chỉ huy của SATO tại Trái Đất vào 18 giờ sau. Nick Reyes và đô đốc Raines đã xem lại toàn bộ sự việc và phân tích tình hình. Reyes nhanh chóng cảnh báo Raines về hành động của SDF tương đương với việc tuyên bố chiến tranh và UNSA nên chuẩn bị một cuộc phản công quyết liệt.
Tuy nhiên, Raines giải thích rằng các lãnh đạo của UNSA không muốn để tình hình leo thang, đặc biệt là trong Fleet Week – Tuần lễ vinh danh các chiến hạm tổ chức hàng năm tại Geneva. Raines có nói rằng: "Đây là luật chiến tranh", trước khi xử lý bằng hành động quân sự, phải xử lý bằng đối thoại trước. Sau đó, đô đốc giới thiệu với Reyes và trung úy Nora Salter về 1 con Robot thuộc lớp Metal-1 rất hài hước mang tên E3N "Ethan". Ông muốn cả 3 trở thành 1 đội để tiện phối hợp với nhau.
Trong quá trình 4 người di chuyển trên 1 phi cơ về căn cứ gần tổng hành dinh UNSA thì các khẩu đại bác phòng thủ AATIS của SATO bất ngờ nhắm hàng loạt vào nhiều hạm đội bay, bao gồm cả phi cơ của 4 người mà nã đạn. Một phần mười số tàu của SATO bị phá hủy hoàn toàn, Trái Đất bị đặt vào tình trạng chiến tranh ngay sau cuộc tấn công xâm lược bất ngờ của SDF. Reyes và Salter điều khiển cho chiếc phi cơ bốc cháy đáp xuống 1 trung tâm thương mại và lập tức chiến đấu ngay

#### Riah
Sau khi kiểm soát được chiến trường, Reyes cùng các đồng đội xâm nhập được vào đài chỉ huy AATIS, bắt sống được một điệp viên của SDF cài cắm vào SATO mang tên Riah. Chính hắn là kẻ đã tắt hệ thống AATIS và 1 phần của mạng phòng thủ Trái Đất nhằm dẫn đường cho 1 số quân nhất định của SDF thâm nhập vào Trái Đất. Sau khi bật lại hệ thống, các khẩu AATIS ngừng nã đạn vào hạm đội bay và màn chắn phòng thủ quay trở lại, Reyes cùng những người sống sót leo lên các Jackal và phóng thẳng lên quỹ đạo Trái Đất. Ở đây, họ đụng độ với 1 chiến hạm của SDF với vô số các phản lực cơ không gian khác. Sau khi tiêu diệt được chiếc tàu này, bất ngờ, chiến hạm Olympus Mons xuất hiện sau khi tiến hành "Space Jump" – Bước nhảy không gian (Đẩy vận tốc con tàu lên mức ánh sáng để tới được đích nhanh hơn). Chúng sử dụng vũ khí đã lấy được ở Europa, sau khi đã được điều chế lại và hủy diệt hầu như toàn bộ các chiến hạm của SATO đang tham chiến, ngoại trừ 2 chiếc Retribution và Tigris, trước khi trốn thoát.

#### Olympus Mons bất ngờ xuất hiện
Reyes hạ cánh lên chiếc Retribution đã hỏng nghiêm trọng và nhận ra 2 sĩ quan cao cấp nhất của tàu đã thiệt mạng sau khi bị Olympus nhắm bắn, để lại anh với vai trò là sĩ quan chỉ huy cao nhất trên tàu và sẽ là thuyền trưởng của chiến hạm. Đô đốc Raines nhanh chóng thăng cấp cho Reyes và cử Retribution tới chiếm lại một càng hàng hóa tại Mặt Trăng của UNSA đã bị SDF lấy trước đó. Sau khi giải phóng được cảng, Reyes tiếp tục nhận nhiệm vụ phải trì hoãn SDF càng lâu càng tốt để SATO có khả năng phục hồi lại đội tàu. Ở giai đoạn này, game thủ sẽ được chọn 1 loạt các nhiệm vụ bên lề bao gồm việc đánh chặn và tiêu diệt các tướng lĩnh đầu sỏ của SDF trên nhiều hành tinh và vệ tinh trong HMT. Nó bao gồm cả khu tiếp nhiên liệu, khu cung ứng hàng, khu khai khoáng, hạm đội bay...

#### Chiến đấu trên trạm Titan
Cuối cùng, Retribution đã phá hủy được 1 trạm tiếp nhiên liệu chiến lược trên Titan, vệ tinh của sao Thổ, làm tê liệt tạm thời SDF. Vào lúc này, một trạm khai thác nhiên liệu của SATO trên thiên thể quay xung quanh sao Thủy bất ngờ bị tấn công, đội Retribution đã tới đây để tìm hiểu nguyên nhân nhưng họ đã mắc bẫy. SDF lợi dụng tình hình đã bất ngờ tấn công chiếc chiến hạm còn lại là Tigris, tiêu diệt toàn bộ phi hành đoàn khiến Retribution trở thành chiến hạm cuối cùng.

#### Riah tự sát để kích hoạt thiết bị định hướng cho SDF
Đô đốc Raines thông báo với Reyes về việc tên điệp viên Riah có cài một thiết bị định hướng vào người. Nó giống như 1 ngọn hải đăng thu hút sự chú ý của SDF và cũng là cách mà Riah dùng để chỉ điểm vị trí tấn công. Reyes nghĩ ra một kế hoạch là sử dụng chính thiết bị định hướng này nhằm kéo SDF tới Trái Đất trong khi các khẩu AATIS vẫn đang hoạt động nhằm tiêu diệt toàn bộ lãnh đạo của chúng.
Đáng tiếc, Riah đã sớm biết được điều đó và tẩu thoát. Trong quá trình truy đuổi, Reyes bắt được Riah trên ban công 1 ngôi nhà nhưng lại bị chính Riah đánh gục. Thay vì đâm chết Reyes, Riah cười lớn và nói rằng Trái Đất đã tới hồi kết, UNSA phải trả giá. Riah tắt toàn bộ hệ thống AATIS và màn chắn phòng thủ, lấy dao đâm vào cơ thể và móc thiết bị định hướng ra rồi phá hủy nó, trước khi lăn ra chết. SDF nhận được tín hiệu từ thiết bị này lập tức lao thẳng vào quỹ đạo Trái Đất, phóng tên lửa cho nổ tung sở chỉ huy của UNSA, giết chết đô đốc Raines.

#### Chiếm được Olympus Mons để phá hủy nhà máy trênsao Hỏa, nhưng...
Không còn lựa chọn nào khác, Reyes nhảy lên chiếc Jackal của mình và chỉ đạo toàn phi đội phải cướp được chiếc Olympus Mons trước khi chúng hủy diệt toàn bộ số chiến hạm và vũ khí còn lại dưới mặt đất. Ethan vốn đã cung cấp cho Reyes 1 thiết bị hack Robot và nhờ đó, Reyes có thể xâm nhập vào sở chỉ huy của Olympus, cho nổ tung robot, giết chết đô đốc Kotch. Lúc này, SATO đã chiếm được Olympus và cùng với Retribution "jump" tới bề mặt sao Hỏa. Họ sử dụng vũ khí của chính mình đã bị cướp trên Europa phá nát hạm đội của SDF nhưng cả 2 chiến hạm đều thiệt hại rất nặng. Trong khoảnh khắc đó, Reyes hạ lệnh lao Olympus vào nhà máy đóng tàu của SDF trên bề mặt sao Hỏa nhưng Retribution, sau khi mất khả năng điều khiển vì trúng đạn lại vô tình trôi vào đường bay của Olympus, kéo cả 2 con tàu này ra xa khu vực đóng tàu. Kết quả lả 2 chiến hạm đều hỏng hoàn toàn khi rơi vào bầu khí quyển sao Hỏa tạo thành 1 cảnh tượng cực kì ấn tượng, còn nhà máy đóng tàu của SDF vẫn nguyên vẹn.

#### Mọi thứ đã có thể kết thúc đẹp hơn nếu như phát đâm này chính xác
Hầu hết các phi cơ của SATO bị phá hủy và rơi xuống bề mặt, may mắn còn một vài chiếc hoạt động. Rất nhiều đồng đội của Reyes đã bị chết trong sự việc trên. Biết rằng, không thể nào quay trở lại Trái Đất được nữa, họ thiết lập 1 trại chiến lược tập hợp lực lượng và củng cố đội hình trước khi tham gia trận chiến cuối cùng, đánh sập nhà máy đóng tàu tại đây và hoàn thành trọng trách với UNSA. Một cuộc chiến vô vọng và cực kì nhiều mất mát với phe SATO. Game thủ sẽ thấy rất nhiều binh sĩ quen mặt nằm lại trên hành tinh đỏ mãi mãi. SATO sớm ném bom phá hủy các tháp pháo AATIS tại cơ sở đóng tàu, thuận đường cho máy bay rải thảm hạ gục vô số lính SDF.
Cuối cùng, đội SATO chia thành 2 nửa, 1 ở lại bề mặt sao Hỏa cản chân quân SDF tiếp viện, phần còn lại lên thang máy chạy thẳng tới tháp chỉ huy đóng tàu trên cao. Đáng tiếc, họ không có trong tay bất cứ 1 chiến hạm nào để phá hủy nhà máy này thêm nữa. Nhưng Salter tình cờ phát hiện ra 1 chiếc khu trục leo đậu trong khu vực đóng tàu của SDF nhưng nó gần như không sử dụng được khi đã bị neo đậu chặt vào xưởng và vũ khí chưa kích hoạt. Từ đây 3 người gồm Reyes, Salter, Ethan đảm nhiệm 3 việc khác nhau. Reyes tới sở chỉ huy để kích hoạt lại vũ khí cho khu trục. Trong khi đó, Ethan sẽ gỡ mỏ neo để Salter điều khiển tàu bắn tan các tàu khu trục đang bay gần tới và cả nhà máy. Đây đều là những nhiệm vụ tự sát và khó lòng hoàn thành nếu không hi sinh.

#### Ethan tự hủy
Ethan không thể tháo gỡ mỏ neo bằng tay nên đã nói với Reyes điều khiển mình và cho tự hủy chính mình tại trung tâm điều khiển neo bám. Robot lớp Metal chính thức chấm dứt chuyến hành trình của mình tại đây, trong khi đó Reyes cũng đã kích hoạt xong vũ khí trên khu trục để Salter khai hỏa. Khoảnh khắc cuối khi biết mình không thể ra khỏi đây thêm nữa, Reyes lệnh cho Salter bắn trực tiếp vào sở chỉ huy nơi mình đứng. Phát bắn từ chiếc tàu của SDF do Salter điều khiển đầy Reyes ra không gian trước khi bị các mảnh vỡ từ khu đóng tàu văng vào người.

#### Reyes hi sinh khi đang làm nhiệm vụ
Một thời gian sau, UNSA tôn vinh Reyes và các đồng đội trên Retribution đã anh dũng hi sinh. Việc hủy hoại nhà máy đóng tàu của SDF là một chiến thắng vang dội và quyết định dằn mặt hành vi của SDF với UNSA và Trái Đất. Nora Salter là một trong 4 người sống sót trên chiếc Retribution, 759 người còn lại thì không có cơ hội như vậy.  Một kết thúc tương đối đau thương.
Infinite Warfare kết thúc, mở đầu cho một kỉ nguyên chiến tranh vũ trụ đầy khốc liệt trong tương lai, sự đối chọi giữa SATO với SDF và rất nhiều các thế lực khác như đã từng xuất hiện trong Modern Warfare series. Một cốt truyện dù chưa thể đầy đặn 100% nhưng rất đáng giá.

## Các loại vũ khí

### 1. Súng trường tấn công
- NV4 - Súng trường đạn đạo hoàn toàn tự động. Tốc độ bắn vừa phải mang lại sự ổn định tăng cho độ chính xác tốt nhất trong lớp. Lý tưởng cho các phát bắn tầm trung đến dài.
- R3K - Súng trường năng lượng nổ 3 viên. Mỗi vụ nổ áp dụng sức mạnh dừng cực kỳ trong khoảng thời gian chính xác.
- KBAR-32 - Súng trường đạn đạo hoàn toàn tự động. Kênh có tốc độ bắn nhanh thông qua một khuôn nhẹ để tăng khả năng kiểm soát và di chuyển hỏa lực hông.
- Loại 2 - Súng trường năng lượng hoàn toàn tự động. Giữ Tam giác hoặc Y để chia khẩu súng trường thành Chế độ súng tự động Akimbo để chiến đấu cận chiến. Có tốc độ bắn cao nhất trong lớp.
- ROL - Súng trường năng lượng hoàn toàn tự động. Triển khai công suất dừng tốt nhất trong lớp ở tốc độ bắn thấp, đáng tin cậy.

### 2. SMG
- Erad - Súng năng lượng hoàn toàn tự động. Một mõm phân tán rộng làm giảm độ giật, cung cấp độ chính xác cao nhất trong lớp.
- FHR40 - Súng đạn đạo tự động hoàn toàn. Độ lệch phạm vi khiêm tốn với tốc độ bắn cực cao nhờ một chất mang từ tính độc đáo.
- Karma-45 - Súng đạn đạo tự động hoàn toàn. Được xây dựng trong tạp chí kép cung cấp tải lại nhanh hơn và tăng dung lượng đạn.
- RPR Evo - Súng đạn đạo tự động hoàn toàn. Giữ Tam giác hoặc Y để chuyển chế độ Súng trường tấn công. Một tầm nhìn lai tích hợp tăng cường tham gia phạm vi dài hơn.
- HVR - Súng đạn đạo tự động hoàn toàn. Sử dụng đạn trên mặt đất hạng nặng để có sức mạnh tốt nhất trong lớp dừng.

### 3. LMG
- RAW - Vũ khí năng lượng hoàn toàn tự động. Cung cấp một tốc độ cháy đáng tin cậy và pin năng lượng cao cho đầu ra bền vững.
- Mauler - Vũ khí năng lượng hoàn toàn tự động. Một mõm phân tán gia cố áp dụng lửa cực nhanh vào một lan rộng hông chặt chẽ.
- Titan - Vũ khí năng lượng hoàn toàn tự động. Cung cấp sát thương cao với độ giật mạnh.

### 4. Súng trường bắn tỉa
- KBS Longbow - Súng trường đạn đạo hành động Bolt. Một phát, một giết từ thắt lưng trở lên. Rechambering phá vỡ phạm vi nhằm.
- EBR-800 - Súng trường năng lượng bán tự động. Giữ Tam giác hoặc Y để kích hoạt Chế độ súng trường tấn công để bắn tự động và giảm mức tiêu thụ năng lượng.

### 5. Khẩu súng ngắn
- Reaver - Súng bắn đạn đạo bán tự động. Có tạp chí trống tuần hoàn để đáp ứng kích hoạt nhanh.
- DCM-8 - Súng bắn năng lượng hoàn toàn tự động. Khả năng chữa cháy nhanh được hỗ trợ bởi một pin năng lượng cao.
- Banshee - Súng bắn đạn siêu thanh hành động. Sử dụng một trình điều khiển âm thanh decibel cao mang lại công suất dừng và tốc độ cháy cân bằng.

### 6. Khẩu súng lục
- EMC - Súng ngắn năng lượng bán tự động. Đáng tin cậy cung cấp sức mạnh dừng phù hợp.
- Oni - Súng lục năng lượng hoàn toàn tự động. Có vi điều khiển điều hòa giúp tăng tốc độ bắn theo thời gian.
- Hailstorm - súng ngắn đạn đạo 3 viên. Có một ngăn xếp ba buồng cho các vụ nổ ba vòng nhanh chóng.

### 7. Bệ phóng
- Spartan-SA3 - Bệ phóng khóa. Chủ yếu là chống không khí với một khóa thông minh quang học, nhưng có thể bị câm.
- P-LAW - Máy phóng năng lượng tích điện bán tự động. Triển khai các điện tích plasma dễ bay hơi phát nổ để gây sát thương cực mạnh.
- GL3 - Bơm phóng lựu hành động. Ra mắt những quả đạn nhanh, chết người phát nổ khi va chạm.

### 8. Cận chiến
Dao chiến đấu - Dao chiến thuật CQC: Vấn đề quân sự tiêu chuẩn, được sử dụng cho lấy mạng nhanh, yên tĩnh và chết người.

### 9. Vũ khí sử thi
Đây là những vũ khí nguyên mẫu hiếm có thể được chế tạo bằng cách sử dụng trục vớt có được trong phần chơi mạng.
- RPR EVO - Bosozuku
- Reaver - Dao rựa
- EMC - Avalanche
- R3KT
- DCM8 - Masochist
- TYP2-Đồ tể

### 10. Lựu đạn
- Cluster Grenade - Lựu đạn có thể nấu được phát nổ trong một loạt các vụ nổ nhỏ hơn.
- Plasma Grenade - Lựu đạn dính có thể phun plasma theo mọi hướng.
- Seeker Grenade - Thiết bị dính tự động tìm kiếm kẻ thù gần đó và phát nổ.
- Trip Mine - Mỏ từ tính phát nổ khi kẻ địch làm gián đoạn chùm tia.
- Exploding Drone - Ra mắt máy bay không người lái phát nổ khi va chạm hoặc từ xa bằng R1 / RB hoặc chạm hai lần vào Square / X.
- Flechette Grenade - Chia thành nhiều lựu đạn đẩy khi va chạm.
- Máy chiếu lỗ đen - Tạo ra một điểm kỳ dị kéo theo kẻ thù bằng lực nghiền.
- Bio Spike - Con dao đạn đạo ném phát nổ trên imapct của kẻ thù. Có thể phục hồi sau khi sử dụng.
- C4 - Chất nổ cao bám vào bề mặt và có thể phát nổ từ xa bằng R1 / RB hoặc chạm hai lần vào Square / X.

### 11. Chiến thuật
- Radar cá nhân - Mảng cảm biến được kích hoạt theo dõi vị trí của kẻ thù bằng chữ ký nhiệt.
- Jammer Grenade - Jams bản đồ mini của địch và các hệ thống ngắm. Hiệu quả chống lại thiết bị.
- Mái vòm
- Mỏ Cryo - Mỏ từ tính giải phóng một hệ thống chuyển động siêu lạnh, cản trở.
- Lựu đạn khói - Tạo màn hình khói chặn hệ thống nhắm mục tiêu và tự động.
- Blackout Grenade - Làm choáng kẻ thù, gây giảm thị lực và thính giác.
- Adrenaline Drip - Hồi phục nhanh, chiến đấu nhanh hơn.

### 12. Thiết bị tính điểm
- UAV (Điểm: 400) - Tàu UAV Recon tiết lộ vị trí của kẻ thù trên bản đồ.
- Scarab (Điểm: 450) - Một thiết bị di chuột từ xa giải phóng các mảnh dễ bay hơi khi phát nổ.
- Gói Drone (Điểm: 550) - Máy bay không người lái tự động sẽ cung cấp gói chăm sóc ngẫu nhiên đến địa điểm của bạn.
- Bộ đếm UAV (Điểm: 600) - Phát ra tín hiệu gây nhiễu vô hiệu hóa bản đồ nhỏ của kẻ thù.
- Kền kền (Điểm: 700) - Một máy bay không người lái đồng hành bảo vệ sáu bạn.
- Trinity Rocket (Điểm: 750) - Một tên lửa hành trình quỹ đạo lớn có khả năng tăng tốc, chứa hai tên lửa bổ sung.
- Công cụ ghi điểm (Điểm: 800) - Gọi 3 nguyên mẫu Máy bay phản lực để có được hoạt động bắn tia laser.
- Ném bom (Điểm: 850) - Vũ khí bắn phá satllite.
- Shock Sentry (Điểm: 900) - Tháp pháo bắn ra các viên đạn tích điện, gây sát thương cho mục tiêu và kẻ thù xung quanh.
- Warden (Điểm: 1100) - Gọi một dropship escore với hai chế độ bắn.
- UAV nâng cao (Điểm: 1250) - UAV quỹ đạo cho thấy hướng của kẻ thù trên bản đồ mini.
- THOR (Điểm: 1300) - Hệ thống tên lửa phản ứng đầu ra chiến thuật cao với khả năng phóng nhanh.
- R-C8 (Điểm: 1450) - C8 được bọc thép mạnh mẽ với khả năng điều khiển tự động và thủ công.
- AP-3X (Điểm: 1550) - Một vũ khí chống người từ xa có vũ khí hạng nặng.

## Đón nhận

### Trước khi ra mắt
Khi phát hành đoạn trailer đầu tiên, trò chơi đã bị cộng đồng chỉ trích nặng nề vì quá mang nhiều yếu tố tương lai. Điều này xuất phát từ sự thất vọng với hướng đi hiện tại của thương hiệu này, vì các phần liên tiếp được phát hành những năm qua đã được đặt trong các bối cảnh ở tương lai. Đáp lại những lời chỉ trích, Giám đốc điều hành của Activision, Eric Hirshberg tuyên bố rằng ông biết "rằng có những người trong cộng đồng yêu thích dòng game vẫn luôn hoài niệm về lối chơi 'chân đất' ... [nhưng] ... chúng tôi cũng có hàng triệu game thủ trong cộng đồng game muốn có những trải nghiệm sáng tạo mới mẻ trong trò chơi qua mỗi năm, và Infinite Warfare sẽ truyền tải điều đó."
Ông cũng nhấn mạnh rằng Call of Duty: Black Ops II, tựa game mà đoạn trailer khi mới ra mắt cũng nhận được nhiều sự chê bai, trở thành trò chơi Call of Duty bán chạy nhất vào thời điểm đó.
Tính đến ngày 30 tháng 6 năm 2021, đoạn trailer đã nhận được hơn 3,95 triệu lượt dislikes, và là video có lượt dislike nhiều thứ 25 trên YouTube.
Bất chấp những lời chỉ trích trước khi phát hành, Infinite Warfare được vinh danh là Game bắn súng hay nhất tại E3 bởi Game Informer. Tại giải thưởng Game Critics Awards năm 2016 cho những tựa game xuất sắc nhất tại E3, trò chơi đã được đề cử cho danh hiệu Best Action Game (Game hành động xuất sắc nhất), nhưng giải thưởng đã thuộc về thương hiệu đối thủ Battlefield với Battlefield 1.

### Sau khi ra mắt
Call of Duty: Infinite Warfare đã nhận được đánh giá trung bình "tích cực" cho các phiên bản trên PlayStation 4 và Xbox One, trong khi phiên bản PC nhận được đánh giá "trung bình", theo trang tổng hợp đánh giá Metacritic.
IGN đã chấm trò chơi 7,7/10 điểm cùng nhận xét; "Mặc dù đã chuyển sang chiến đấu qua lại giữa các hành tinh, nhưng Call of Duty: Infinite Warfare là một game bắn súng nhìn chung vui nhộn nhưng không thật sự cần thiết."  TrangTrusted Reviews chấm Infinite Warfare 4 trên 5 sao, cho rằng; "Một phần chơi chiến dịch chắc chắn và chế độ "Zombies" xuất sắc sẽ khiến nhiều người gắn bó lâu dài với nó".
Chế độ chơi chiến dịch (campaign) nhận được nhiều ý kiến trái chiều. Trusted Reviews ca ngợi rằng đây là ví dụ mới nhất về việc cải thiện chất lượng chế độ chơi đơn của series Call of Duty trong những năm gần đây, dành lời khen cho "trải nghiệm nhập vai" nhờ gần như hoàn toàn hạn chế những màn hình tải (loading-screen), mặc dù họ cảm thấy cốt chuyện còn "hơi mỏng". GamesRadar+ ca ngợi tông màu đen tối và hiện thực của game, và cho rằng trò chơi là sự khởi đầu từ cảm giác anh hùng điển hình trong bộ truyện. Game Informer cho rằng Infinite Warfare vẫn bao gồm một số yếu tố truyền thống của loạt game, nhưng mang khía cạnh cảm xúc lớn hơn những phiên bản tiền nhiệm của nó. Cốt truyện và các nhân vật nhận được sự khen ngợi đặc biệt; Polygon và GameRevolution viết rằng các nhân vật là thứ "đáng nhớ nhất" trong series, còn Polygon cảm thấy kịch bản của phần chơi chiến dịch trong Call of Duty chưa bao giờ tuyệt vời đến mức này. IGN đánh giá cao lời thoại và diễn xuất của dàn diễn viên. GameSpot cũng dành lời khen cho các nhân vật và so sánh cấu trúc của trò chơi giống với một bộ phim, trái ngược với các phần trước "cảm thấy giống như một bộ truyện dài tập." 
EGM, tuy nhiên, coi cốt truyện là một trong những thứ tồi tệ nhất mà họ đã trải nghiệm trong một thời gian; đồng thời chỉ trích "diễn xuất vô hồn" của Kit Harrington trong vai Kotch, cũng như các nhân vật phụ mà họ cảm thấy "gấp gáp đến mức khó chịu"; cả EGM và IGN đều nêu lên một ví dụ khi nhân vật Omar bày tỏ sự không hài lòng với Ethan, nhưng đã gắn bó với anh ta mà không cần giải thích trong những nhiệm vụ tiếp theo. IGN đã viết rằng phần chơi chiến dịch đầy "chậm chạp và buồn tẻ", và chỉ tốt hơn một chút so với Call of Duty: Ghosts, phiên bản mà họ coi là tệ nhất của thương hiệu này. Destructoid gọi phần chơi đơn "bình thường", và cho rằng fan của dòng game Mass Effect hay thể loại khoa học viễn tưởng sẽ cảm thấy thích thú.
Game Informer hài lòng khi nhận thấy rằng nhịp độ "điên cuồng" của game trong các phần Call of Duty gần đây đã được giảm xuống cho Infinite Warfare, và trở lại phong cách cũ hơn của loạt game. Trong khi dù cho EGM hích sự đa dạng của lối chơi trong không gian, họ cảm thấy rằng đôi khi không rõ nrằgg nười chơi sẽ đi về đâu, hoặc mục tiêu của họ là gì. Trang Destructoid cảm thấy rằng một số tiện trang bị được sử dụng trong phần chơi đơn sẽ thú vị hơn trong chế độ nhiều người chơi (multiplayer). Chế độ multiplayer bị chỉ trích bởi trang Trusted Reviews, cho rằng họ buồn vì chất lượng của nó không ngang bằng với các phiên bản trước đó.

### Doanh thu
Infinite Warfare đã bán được 1,8 triệu bản trong tuần đầu tiên tại Mỹ. Tuy nhiên, doanh thu tổng thể đã giảm tới 50% so với phiên bản ra mắt năm 2015, Call of Duty: Black Ops III. Activision được cho là đã dự tính rằng doanh số bán hàng sẽ giảm, do thực tế là Infinite Warfare sẽ là một "thương hiệu game phụ mới". Mặc dù doanh thu tăng trưởng chậm, Infinite Warfare vẫn là trò chơi bán chạy nhất tại Mỹ vào tháng 11 năm 2016. Activision đã báo cáo trong tháng 2 năm 2017 rằng doanh thu của game đã không đạt được kì vọng ban đầu, với một trong những lý do rằng trò chơi "không gây được tiếng vang với người hâm mộ".
Phiên bản trên hệ máy PlayStation 4 đã bán được 105.764 bản trong tuần đầu tiên tại Nhật Bản, trở thành trò chơi bán chạy nhất trong tuần tại quốc gia này.

## Giải thưởng
| Năm  | Giải thưởng                               | Hạng mục                                                            | Kết quả | Có liên quan  |
| ---- | ----------------------------------------- | ------------------------------------------------------------------- | ------- | ------------- |
| 2016 | Game Critics Awards 2016                  | Best Action Game                                                    | Đề cử   | [ 37 ] [ 38 ] |
| 2017 | 15th Annual Visual Effects Society Awards | Outstanding Visual Effects in a Real-Time Project                   | Đề cử   | [ 39 ]        |
| 2017 | 15th Annual Visual Effects Society Awards | Outstanding Animated Performance in an Episode or Real-Time Project | Đề cử   | [ 39 ]        |